# Brandon Myers
Brandon Myers (Prairie City, 4 settembre 1985) è un giocatore di football americano statunitense che gioca nel ruolo di tight end per i Tampa Bay Buccaneers della National Football League (NFL). Fu scelto nel corso del sesto giro (202º assoluto) del Draft NFL 2009 dagli Oakland Raiders. Al college giocò a football all'Università dell'Iowa.

## Carriera professionistica

### Oakland Raiders
Myers fu scelto nel corso del sesto giro del Draft 2009 dagli Oakland Raiders. Il 16 luglio firmò un contratto quadriennale per un totale di 1,841 milioni di dollari di cui 91.000 di bonus alla firma. Debuttò nella NFL l'11 ottobre contro i New York Giants. Il 22 novembre contro i Cincinnati Bengals forzò e recuperò un fumble su un ritorno di kickoff. Grazie a questo recupero i Raiders realizzarono nell'azione successiva il field goal della vittoria. Chiuse la stagione con 11 partite di cui 2 da titolare.
Nella stagione 2010 trovò più spazio causa l'infortunio del tight end titolare Zach Miller. Il 10 ottobre contro i San Diego Chargers bloccò un punt che venne ritornato in touchdown. Finì la stagione con 15 partite di cui 3 da titolare.
Il 20 novembre 2011 contro i Minnesota Vikings forzò il suo secondo fumble in carriera su ritorno di kickoff, trasformato successivamente dai Raiders in TD. Concluse la stagione giocando tutte le 16 partite, con 7 partenze da titolare.
Il 10 settembre 2012, i Raiders debuttarono nella nuova stagione con una sconfitta contro i San Diego Chargers. Myers ricevette 5 passaggi per 65 yard. Il 4 novembre contro i Tampa Bay Buccaneers fece il suo primo TD in carriera, in quella partita ne realizzò ben 2 su ricezione, uno di quattro e uno di una iarda. Il 18 dello stesso mese contro i New Orleans Saints realizzò il suo terzo TD stagionale su una ricezione di una yard. Il 2 dicembre contro i Cleveland Browns disputò una prestazione di alto livello totalizzando 14 ricezioni per 130 yard con un TD da 17 yard. Terminò la stagione con 79 ricezioni (per 806 yard) rendendolo il ricevitore più prolifico dal 2002 e il secondo tight end nella storia dei Raiders dopo Todd Christensen con 92 ricezioni nel 1986.

### New York Giants
Il 16 marzo 2013 dopo esser diventato free agent firmò con i New York Giants un contratto quadriennale del valore di 14,25 milioni di dollari (1,5 milioni garantiti) di cui 1,5 milioni di bonus alla firma. Nella settimana 1 Myers ricevette 66 yard e segnò un touchdown nella sconfitta contro i Dallas Cowboys.

### Tampa Bay Buccaneers
L'11 marzo 2014, Myers firmò coi Tampa Bay Buccaneers un contratto biennale del valore di 4 milioni di dollari.

## Statistiche
| Partite totali         | 88    |
| Partite da titolare    | 48    |
| Ricezioni              | 180   |
| Yard su ricezione      | 1.768 |
| Touchdown su ricezione | 8     |

Statistiche aggiornate alla stagione 2014